# Trattato di Atene (1913)
Il trattato di Atene tra l'Impero Ottomano e il Regno di Grecia, firmato il 14 novembre 1913, pose formalmente fine alle ostilità tra le due parti in seguito alle due guerre balcaniche e alla cessione della Macedonia, inclusa la principale città di Salonicco, la gran parte dell'Epiro e molte isole dell'Egeo alla Grecia.

## Storia
Nella prima guerra balcanica, la coalizione di Bulgaria, Serbia, Grecia e Montenegro sconfisse l'Impero Ottomano. Gli ottomani persero quasi tutti i loro possedimenti europei, che furono ridotti con il Trattato di Londra a una piccola quantità di territori intorno al Mar di Marmara. Gli ottomani tuttavia riuscirono a recuperare la Tracia orientale, durante la seconda guerra balcanica, quando la Bulgaria attaccò i suoi ex alleati e fu sconfitta dalle forze affiliate di tutti i suoi vicini.
Durante la prima guerra balcanica la Grecia, combattendo contro gli ottomani, aveva occupato la maggior parte dell'Epiro, la Macedonia meridionale con la grande città portuale di Salonicco e la maggior parte delle isole del Mar Egeo (tranne il Dodecaneso occupato dagli italiani). Nella seconda guerra balcanica, espanse ulteriormente il suo territorio in Macedonia a spese della Bulgaria. Poiché la Tracia occidentale rimase sotto il controllo bulgaro (sarebbe stata ceduta alla Grecia nel trattato di Neuilly del 1919), la Grecia non condivideva alcun confine terrestre con l'Impero Ottomano. Le tensioni greco-turche tuttavia rimasero alte, poiché il governo ottomano rifiutò di accettare il controllo greco sulle isole dell'Egeo nord-orientale.

## Termini
I termini del trattato erano i seguenti:
1. L'impero ottomano riconobbe le conquiste greche di Salonicco, Giannina e i loro territori circostanti.
2. L'impero ottomano riconobbe la sovranità greca sull'isola di Creta, che era stato uno stato autonomo sotto la sovranità ottomana dopo il 1897.
3. Furono concessi i diritti delle minoranze ai turchi che vivevano nel territorio greco appena conquistato.

La questione più importante che rimase irrisolta riguardava il destino delle isole dell'Egeo settentrionale (Lesbo, Chio, Lemnos, Imbros e Tenedos) annesse dalla Grecia durante la guerra. La questione fu lasciata all'arbitrato delle Grandi Potenze, che nel febbraio 1914 assegnarono le isole, ad eccezione di Imbros e Tenedos, alla Grecia. L'Impero ottomano non rinunciò alle sue pretese e determinò uno scoppio della crisi, che ha portato ad uno scontro navale tra il 1913 e il 1914. Si rinnovarono i preparativi di un nuovo conflitto da entrambi i lati. La situazione venne disinnescata solo dallo scoppio della prima guerra mondiale.

## Successivi risvolti
Dopo la sconfitta dell'Impero Ottomano nella prima guerra mondiale, la Grecia per un certo periodo ebbe la Tracia orientale fino alla linea Çatalca, nonché Gökçeada (Imbros), Bozcaada (Tenedos) e una zona in Anatolia intorno a Smirne (Trattato di Sèvres), ma fu costretta a cederli alla Repubblica di Turchia con il Trattato di Losanna.